# Хойм, Карл Георг Генрих фон
Граф Карл Георг Генрих фон Хойм (нем. Karl Georg von Hoym; 1739—1807) — прусский государственный деятель.

## Биография

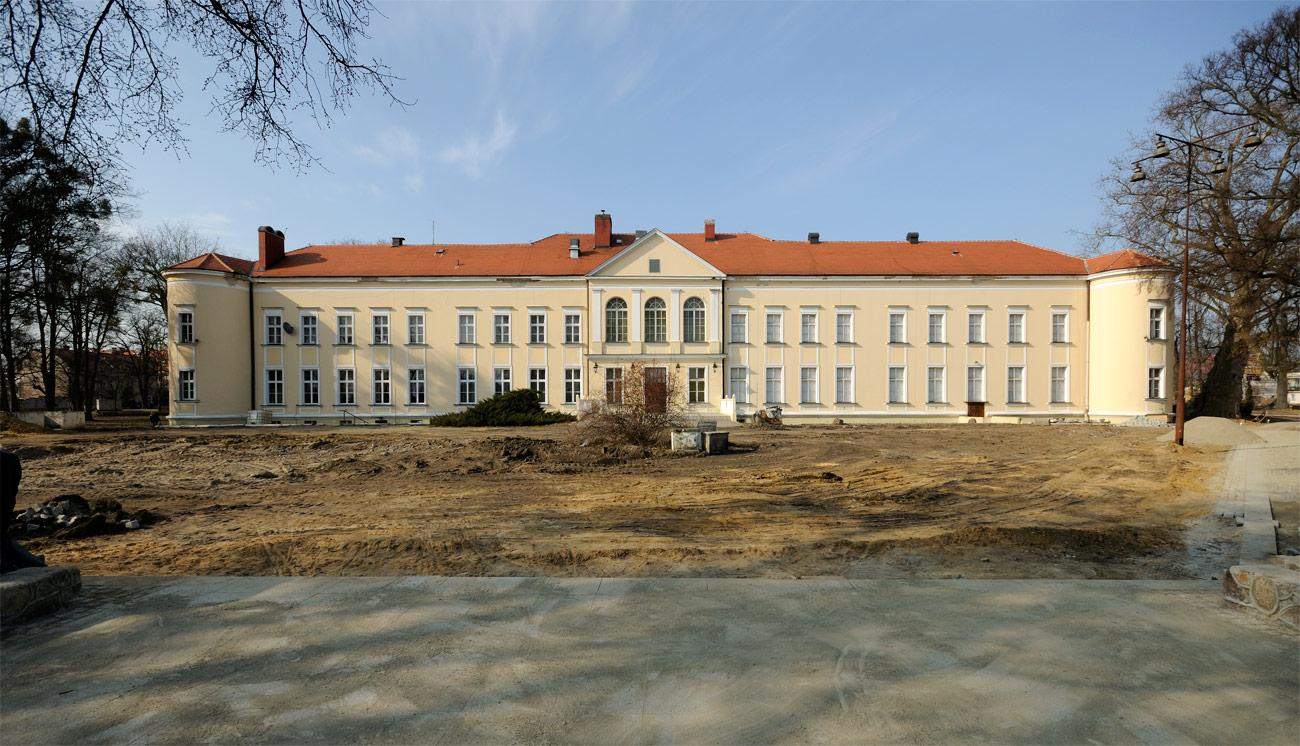
Palace Dyhernfurth in Dyhernfurth

Карл Георг Генрих фон Хойм родился 20 августа 1739 года в городе Слупске; происходил из рода фон Хойм. Его отец, прусской лейтенант, погиб в 1741 во время Первой Силезской войны; через год умерла и мать. Мальчика взял на воспитание  Генрих Граф фон Подевилс и вырастил вместе со своими сыновьями.
На его административные способности обратил внимание король Фридрих Великий и назначил его губернатором в Клеве, а затем в Силезию. 
Фридрих Вильгельм II поставил его во главе управления вновь приобретённой (от Польши) Южной Пруссии. Здесь своим бюрократическим деспотизмом и хищениями Хойм вызвал сильное негодование, но сумел удержаться на своем посту почти до самой смерти (был отстранён от должности только после подписания Тильзитского мира).
Карл Георг Генрих фон Хойм умер 26 октября 1807 года в Силезии.